# ギロピタ
ギロピタは、ギリシアの肉料理のひとつである。

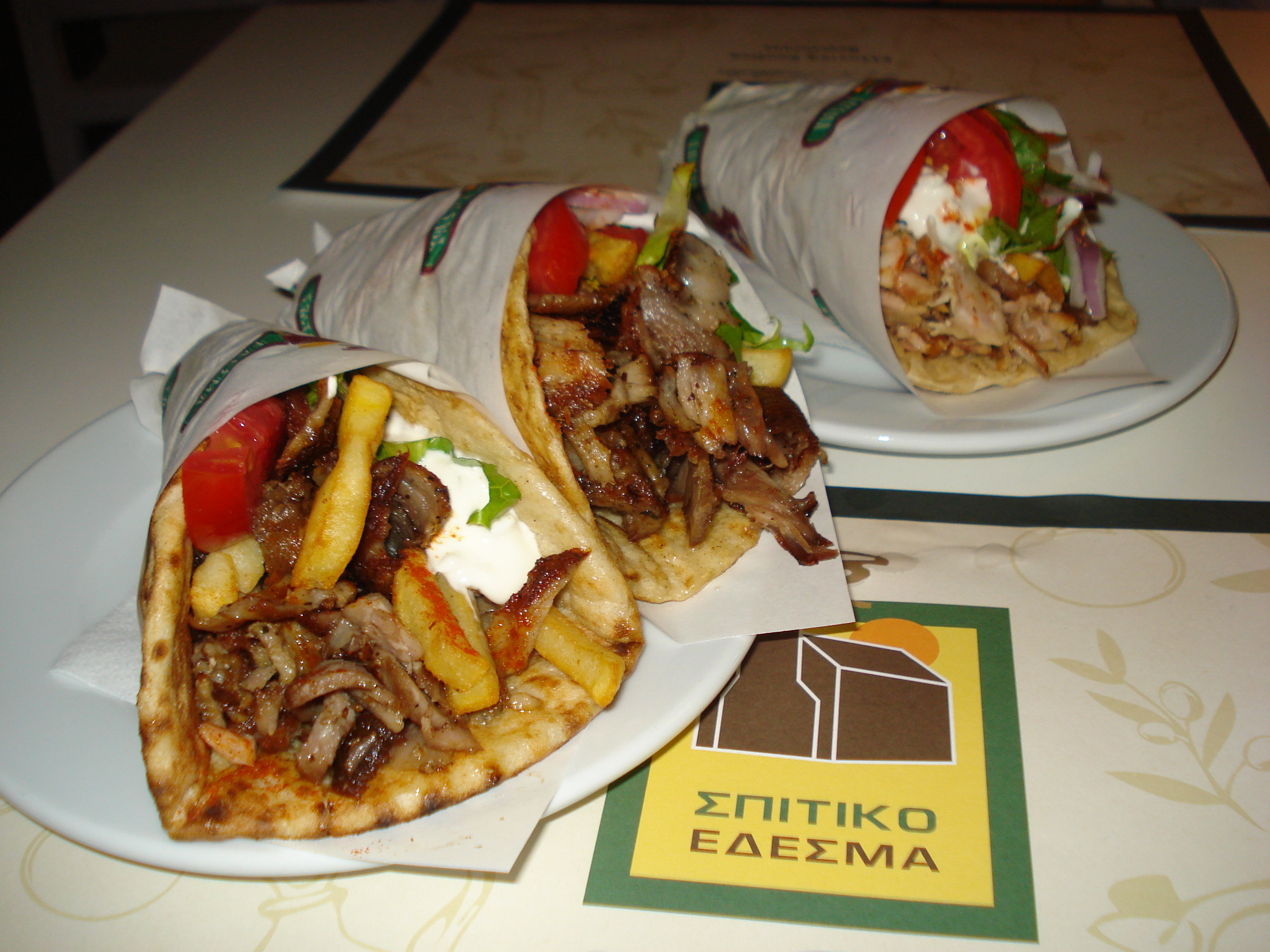
ピタ・ギロス

薄切り肉を棒に重ねて刺し、棒を回しながら横から火で炙り、焼けたところからそぎ落とした肉をギロス、ヒーロス、イーロス、ジャイロス（γύρος ギリシア語発音: [ˈʝiros]）と呼ぶ。ギロスはシャワルマやタコス・アル・パストルと同様に、羊肉料理のドネル・ケバブから派生した食べ物である。現代ギリシアでは、ギロスを豚のかた肉から作ることが多い。
出す店によって肉以外の材料は若干異なるが、フライドポテト、タマネギのスライス、ザジキ、トマトなどを、ギロスとともに、ピタと呼ばれるパンに挟んで、一種のファーストフードのようにして食べることが多い。ギロスなどをピタに挟んだ状態のものは、ピタ・ギロス（Πίτα Γύρος）と呼ばれる。なお、白いソースはマヨネーズではなく、ザジキと呼ばれるヨーグルトソースである。
現在では、ギリシャだけでなく世界各国で食されている。ギリシャ以外では、肉のみの状態ではなく、ピタに挟んだ状態のものをギロス、ヒーロス、イーロス、ジャイロス、ジャイロと呼ぶ場合が多く、スブラキやドネルケバブと混同されることもしばしばある。アメリカ合衆国では、薄切り肉の代わりに調味した挽肉を押し固めたものを焼いている店舗も多い。
日本では、ギロスをピタに挟んだ状態のものをギロピタと呼ぶ。